# Alex Korio
Alex Korio (20 novembre 1990) è un mezzofondista keniota.

## Biografia
Nel 2020 ha ricevuto una squalifica fino al 18 luglio 2021 per non essersi presentato a dei whereabouts.

## Palmarès
| Anno | Manifestazione             | Sede     | Evento        | Risultato | Prestazione | Note                          |
| ---- | -------------------------- | -------- | ------------- | --------- | ----------- | ----------------------------- |
| 2018 | Mondiali di mezza maratona | Valencia | Individuale   | dnf       | dnf         |                               |
| 2019 | Mondiali                   | Doha     | 10000 m piani | 11º       | 27'28"74    | Miglior prestazione personale |

## Campionati nazionali
2008
- Bronzo ai campionati kenioti juniores, 10000 m piani - 28'26"0

## Altre competizioni internazionali[2]
2011
- 6º al Meeting international Mohammed VI d'athlétisme de Rabat ( Rabat), 5000 m piani - 13'26"09
- 4º al Giro Media Blenio ( Dongio) - 29'23"

2013
- Oro alla World 10K Bangalore ( Bangalore) - 28'07"

2014
- 4º alla Mezza maratona del Portogallo ( Lisbona) - 1h02'36"
- 6º alla World 10K Bangalore ( Bangalore) - 29'03"

2015
- 12º alla Mezza maratona di Delhi ( Nuova Delhi) - 1h02'29"
- Argento alla Mezza maratona di Copenaghen ( Copenaghen) - 59'28"
- Bronzo alla Mezza maratona del Portogallo ( Lisbona) - 1h02'44"
- 11º alla Mezza maratona di Yangzhou ( Yangzhou) - 1h01'06"

2016
- 10º alla Mezza maratona di Copenaghen ( Copenaghen) - 1h00'33"
- 5º alla World 10K Bangalore ( Bangalore) - 28'49"

2017
- Bronzo alla Mezza maratona di Copenaghen ( Copenaghen) - 58'51"
- Bronzo alla Mezza maratona di Parigi ( Parigi) - 1h00'42"
- Oro alla World 10K Bangalore ( Bangalore) - 28'12"

2018
- 4º alla World 10K Bangalore ( Bangalore) - 28'44"

2019
- 14º alla Mezza maratona di Ras al-Khaima ( Ras al-Khaima) - 1h01'11"
- 8º alla Mezza maratona di Yangzhou ( Yangzhou) - 1h01'29"